# Молочное (озеро, Беларусь)
Моло́чное (Моло́тнево) (бел. Мало́чнае, Мало́тнева) — озеро в Гродненском районе Гродненской области Беларуси. Из озера вытекает река Пыранка, к бассейну которой оно относится.
Озеро Молочное располагается в 30 км к северо-востоку от города Гродно, близ агрогородка Поречье, на высоте 121,6 м над уровнем моря.
Площадь поверхности составляет 0,78 км². Длина — 2,35 км, наибольшая ширина — 0,44 км. Наибольшая глубина — 3,3 м, средняя — 1,64 м. Длина береговой линии — 4,81 км. Объём воды в озере — 1,28 млн м³.
Склоны котловины высотой 4—5 м, поросшие лесом, на северо-западе и юго-западе частично распаханные. Берега высокие, на западе и восходе выпаханные ледником. Дно сапропелистое.